# Anadia steyeri
Anadia steyeri — вид ящірок родини гімнофтальмових (Gymnophthalmidae). Ендемік Венесуели.

## Поширення і екологія
Anadia steyeri мешкають в горах регіону Лара-Фалькон на півночі Венесуели. Вони живуть в сухих тропічних лісах регіону та у вічнозелених гірських лісах. Зустрічаються на висоті від 400 до 700 м над рівнем моря.